# Narcissa
Narcissa – jednostka osadnicza w Stanach Zjednoczonych, w stanie Oklahoma, w hrabstwie Ottawa.